# Märtha Adlerstråhle
Märtha Adlerstråhle (n. 16 iunie 1868, Torpa Parish⁠(d), Comitatul Västmanland, Suedia – d. 4 ianuarie 1956, Engelbrekt church parish⁠(d), Over-Governors office⁠(d), Suedia) a fost o jucătoare de tenis suedeză, medaliată olimpică. A participat la o ediție a Jocurilor Olimpice (1908) în care a câștigat o medalie de bronz.

## Participări
Lista de mai jos prezintă principalele competiții la care a participat Märtha Adlerstråhle de-a lungul carierei.
- tennis at the 1908 Summer Olympics – women's indoor singles[*]